# 可程式化邏輯陣列

PLA 示意圖

可程式化邏輯陣列（英語：Programmable Logic Array，縮寫：PLA）是一種可以實作組合邏輯電路的可程式化邏輯裝置。PLA有一組可編程的AND閘，其連接到一組可編程的OR閘，如此可以達到：「只在合乎設定條件時才允許產生邏輯訊號輸出。」PLA有2^N個AND閘來輸入N個變數，並且需要M個OR閘來輸出M個結果。PLA如此的邏輯閘佈局能用來規劃大量的邏輯函式，這些邏輯函式必須先以積項（有時是多個積項）的原始形式進行齊一化。
PLA與可程式化陣列邏輯裝置（PAL）的差別為PLA的AND閘、OR閘皆可修改。

## 歷史
1970年，德州儀器根據IBM的唯讀關聯記憶體（ROAM）開發了一個有可編程光罩的IC（TMS2000）。此IC藉由改變金屬層來達成可編程的功能。TMS2000有17個輸入、18個輸出以及8個JK正反器作為記憶體。
同時，德州儀器將此裝置命名為PLA。

## 步驟
1. 將所需邏輯化成積項之和（Sum of Products）（SOP）
2. 將SOP化簡至最簡型式
3. 決定輸入的AND陣列產生需要的積項（Product term）
4. 決定OR陣列的輸入產生需要的和項（Sum term）
5. 決定反向陣列的連接
6. 開始編程PLA

## 應用
在PLA的應用中，有一種是用來控制資料路徑，在指令集內事先定義好邏輯狀態，並用此來產生下一個邏輯狀態（透過條件分支）。
舉例來說，如果目前機器（指整個邏輯系統）處於二號狀態，如果接下來的執行指令中含有一個立即值（偵測到立即值的欄位）時，機器就從第二狀態轉成四號狀態，並且也可以進一步定義進入第四狀態後的接續動作。因此PLA等於扮演（晶片）系統內含的邏輯狀態圖（state diagram）角色。
除了PLA外，其他常用的可程式邏輯裝置還有可程式化陣列邏輯（PAL）、複雜可程式邏輯裝置（CPLD）以及現場可程式邏輯閘陣列（FPGA）。

## 外部連結
- . cmsc311. University of Maryland. 2003  [2016-03-06]. （原始内容存档于2017-12-14）.
- . Java Applet. University of Hamburg.   [2016-03-06]. （原始内容存档于2013-01-15）.